# Kiewer Nationales akademisches Theater der Operette
Das Kiewer Nationale akademische Theater der Operette (ukrainisch Київський національний академічний театр оперети/Kyjiwskyj nazionalnyj akademitschnyj teatr operety) ist eine Opernhaus in der ukrainischen Hauptstadt Kiew.

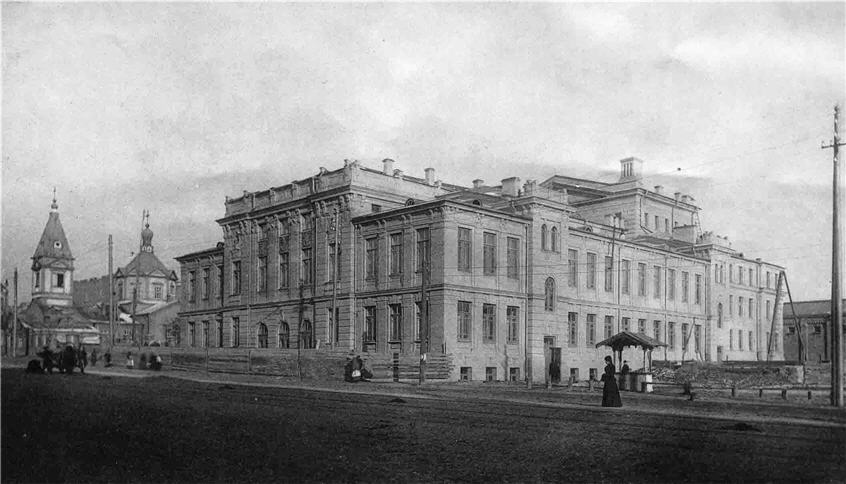
Trinity-Volkshaus Anfang 20. Jahrhundert

Das Gebäude wurde 1901 erbaut, ab 1907 war das Trinity-Volkshaus im Gebäude beheimatet.
Das Kiewer akademische Operettentheater wurde im Jahre 1934 gegründet und als Kiewer Theater der Musikalischen Komödie bekannt. Im Jahr 1996 erhielt das Theater seinen heutigen Namen.